# Khuê Phạm

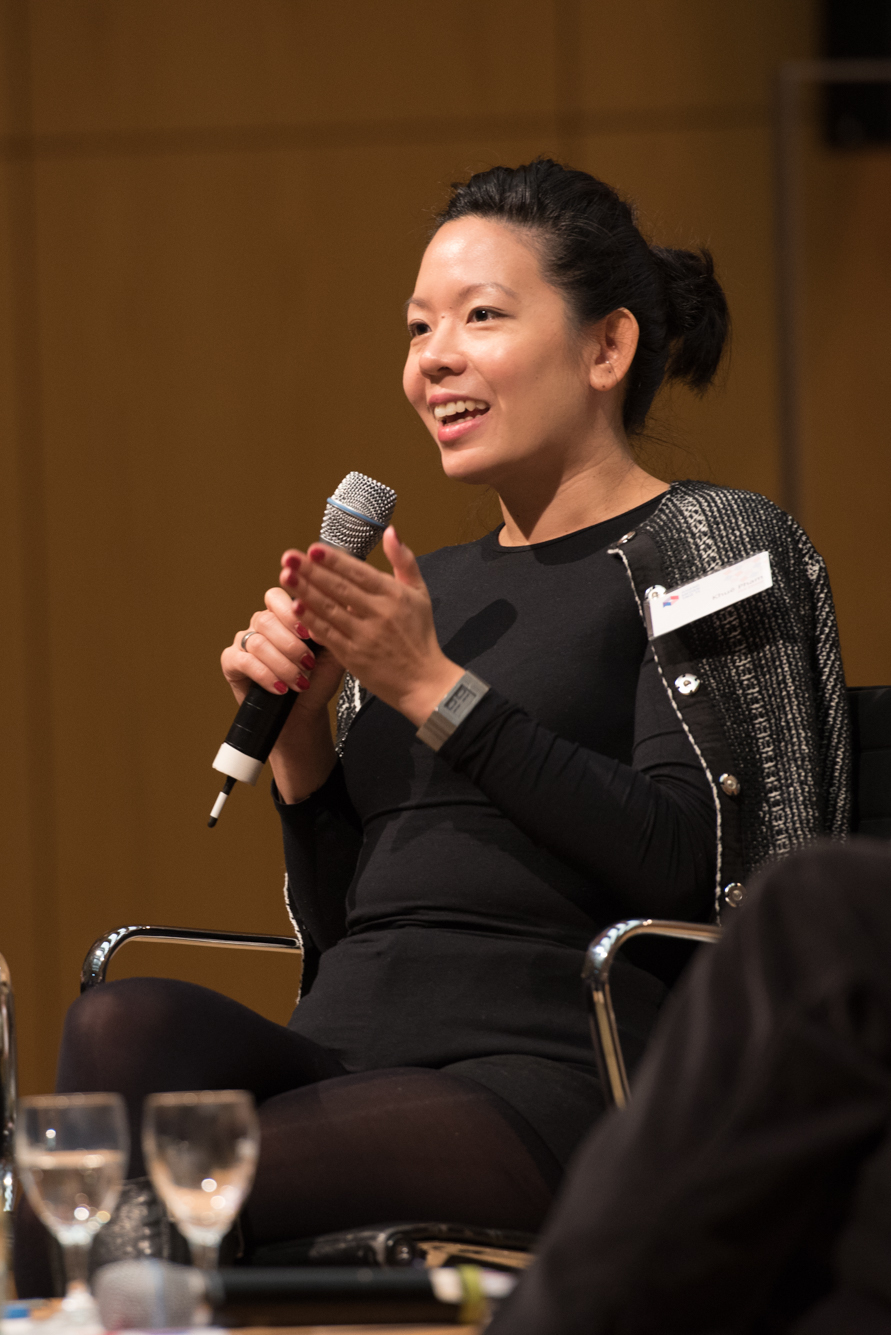
Khuê Phạm (2015)

Khuê Phạm (* 1982 in West-Berlin) ist eine deutsche Journalistin und Schriftstellerin.

## Werdegang
Khuê Phạm wuchs als Tochter vietnamesischer Einwanderer in Berlin-Reinickendorf auf. Ihr Vater ist Arzt, ihre Mutter arbeitet bei einer Bank. An der London School of Economics and Political Science studierte Phạm Soziologie. Anschließend arbeitete sie für The Guardian, National Public Radio,  Spiegel Online sowie als freie Journalistin in Berlin, bevor sie 2009/2010 eine Ausbildung an der Henri-Nannen-Schule absolvierte und dann im September 2010 als  Politikredakteurin bei der Zeit begann. 2019 wechselte sie zum ZEITmagazin.
2012 veröffentlichte sie zusammen mit Alice Bota und Özlem Topçu das Sachbuch „Wir neuen Deutschen“, das von Einwandererkindern und ihrem Platz in Deutschland handelt. 2021 veröffentlichte sie ihren Debütroman „Wo auch immer ihr seid“, eine literarische Annäherung an ihre eigene Familie.
2022 war sie Mitgründerin des PEN Berlin.

## Rezensionen

### Wir neuen Deutschen
Die Spiegel-Online-Journalistin Anna Reimann empfindet das Buch „Wir neuen Deutschen“ von Alice Bota, Khuê Phạm und Özlem Topçu als „ein Porträt ihrer Generation“ und „zugleich eine schonungslose Analyse der deutschen Gesellschaft“. Den Autorinnen sei „das Porträt ihrer Generation – der jungen, gebildeten, engagierten Einwandererkinder gelungen – einer Generation, die auch Ansprüche an Deutschland stellt“.
„Einblicke in drei unterschiedliche Familien aus nichtdeutschen Kulturkreisen“ sieht Gerrit Bartels auf DLF Kultur gewährt, „und zwar dann, wenn jede der drei Autorinnen von sich selbst spricht. Schwieriger sind die Passagen, in denen sie, der Titel gibt es vor, ‚wir‘ sagen und ihre Erfahrungen verallgemeinern.“ In seinen Augen „ist das Problem dieses Buches, dass es selbst mit den Inklusionen und Exklusionen arbeitet, die es beklagt“, weshalb er fragt, ob „viele der ‚neuen Deutschen‘ eigentlich gar keine ‚neuen Deutschen‘ sein wollen – sondern einfach nur Journalistinnen oder Ärzte, Arbeiter oder Taxifahrer, Schwestern oder Familienväter“.
Für Nadine Lange (Tagesspiegel) tragen die Autorinnen „mit ihrem Buch jedenfalls zur Erhöhung der interkulturellen Kompetenzen bei“. Sie sähe es bereits als „Erfolg, wenn ihre biodeutsche Leserschaft die reflexhafte ‚Woher stammst du?‘-Frage etwas seltener“ stelle.
„Wir neuen Deutschen“ ist für die dpa „keine emotionale, von Selbstmitleid getragene Selbstbeweinung. Es ist ein nüchterner Bericht darüber, wie es sich anfühlt, in Deutschland mit einem anderen Hintergrund aufzuwachsen.“

### Wo auch immer ihr seid
Die Literaturkritikerin Christine Westermann hat den Roman im WDR als „Buch der Woche“ empfohlen und darüber geschrieben: “Man muss sich nicht in der Geschichte des Vietnamkrieges auskennen, um diesen Roman großartig zu finden. Geht einfach so und ganz leicht.”
Im Deutschlandfunk Kultur sieht Anne Kohlick darin einen „bereichernden Beitrag zur postmigrantischen deutschen Literatur. Was Khuê Phạm zu sagen hat über transgenerationale Traumata, Heimatverlust und Identitätsfindung braucht den Vergleich mit Werken von Shida Bazyar, Sharon Dodua Otoo oder Saša Stanišić nicht zu scheuen.“
Franziska Koohestani urteilt auf jetzt.de: „Pham schreibt sorgsam, selbstbewusst und mit viel Feingefühl für Details, ohne sich darin zu verlieren. All die komplizierten ideologischen Verstrickungen des Vietnamkriegs arbeitet sie scheinbar mühelos in die Geschichte ein.“

## Auszeichnungen
- 2011 führte das Medium Magazin Khuê Phạm unter den „Top 30 bis 30“.[14]
- Für ihr gemeinsam mit Alice Bota und Özlem Topçu veröffentlichtes Buch „Wir neuen Deutschen“
  - Fortschrittspreis des Politikmagazins Berliner Republik 2015[15]
  - Journalist des Jahres 2012, Platz 3 in der Kategorie „Newcomer“.[16]
- Phạms Reportage „Cyberstalking – Der Feind in unserem Netz“[17] wurde 2016 für den Theodor-Wolff-Preis nominiert.[18]
- Für den Artikel „Der Schattenmann“ (2018)[19] über die Vorwürfe sexueller Übergriffe gegen Dieter Wedel
  - Deutscher Reporterpreis in der Kategorie „Investigation“[20]
  - Leuchtturm-Preis[21]
- Für die gemeinsam mit Vanessa Vu getätigte Recherche „Bete für mich“ über die Schicksale zweier vietnamesischer Zwillingsschwestern, die eine gefährliche Reise nach Europa antraten, erhielt sie 2020 den Helmut-Schmidt-Journalistenpreis.[22]
- 2022 wurde ihr Roman „Wo auch immer ihr seid“ für das literarische Programm der Berlinale, „Books at Berlinale“, ausgewählt.[23]

## Bücher
- Alice Bota, Khuê Phạm, Özlem Topçu: Wir neuen Deutschen: was wir sind, was wir wollen. Rowohlt Reinbek bei Hamburg 2012 ISBN 978-3-498-00673-0.
- Khuê Phạm: Wo auch immer ihr seid, Roman, btb-Verlag, München 2021, ISBN 978-3-442-75802-9[24]